# Comuna Obîhodî, Korosten
Obîhodî (în ucraineană Обиходівська сільська рада) este o comună în raionul Korosten, regiunea Jîtomîr, Ucraina, formată din satele Obîhodivka și Obîhodî (reședința).

## Demografie
Componența lingvistică a comunei Obîhodî
     Ucraineană (95,65%)
     Română (2,61%)
     Rusă (1,3%)
     Alte limbi (0,43%)
Conform recensământului din 2001, majoritatea populației comunei Obîhodî era vorbitoare de ucraineană (95,65%), existând în minoritate și vorbitori de română (2,61%) și rusă (1,3%).